# Mathias Joseph Scheeben

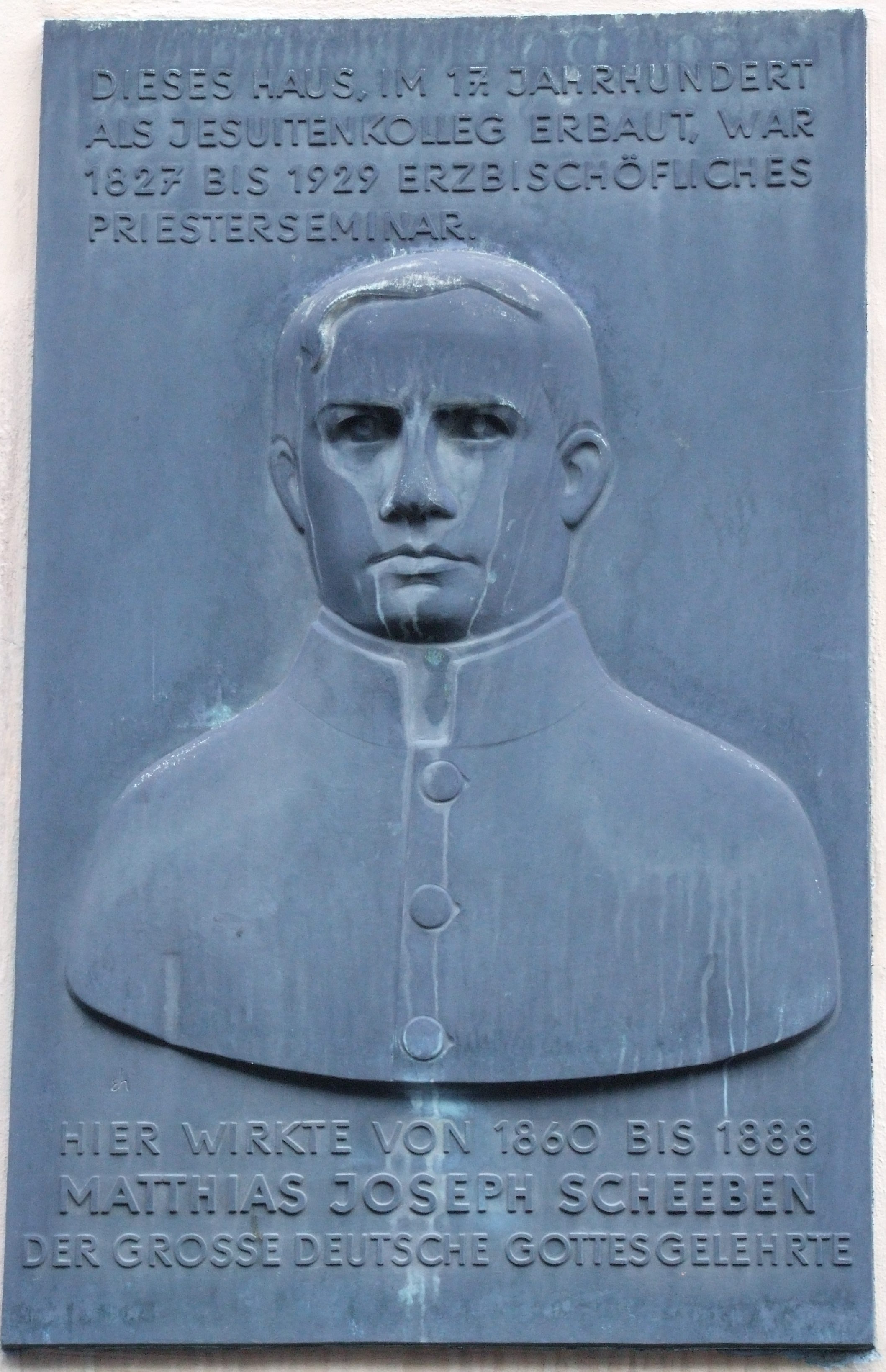
Matthias Joseph Scheeben

Matthias Joseph Scheeben (Meckenheim, Província do Reno, 1 de março de 1835 – Colônia, 21 de julho de 1888) foi um escritor teológico e místico católico alemão. "As gerações que se seguiram a Scheeben o consideraram uma das maiores mentes da teologia católica moderna." 

## Vida
Scheeben estudou na Universidade Gregoriana em Roma com Carlo Passaglia, Luigi Taparelli e Giovanni Perrone de 1852 a 1859 e viveu no Collegium Germanicum.  Ele foi ordenado ao sacerdócio em 18 de dezembro de 1858. Ele ensinou teologia dogmática no seminário diocesano de Colônia de 1860 a 1875.  Scheeben foi um apaixonado defensor da liberdade religiosa durante o Kulturkampf. 

## Teologia
Nas próprias palavras de Scheeben, o objetivo prático de sua teologia era "fazer o cristão se sentir feliz com sua fé. Porque a beleza e a eminência de nossa fé consistem nisto: que através dos mistérios da graça ela eleva nossa natureza a um plano incomensuravelmente elevado e nos apresenta uma união inexprimivelmente íntima com Deus." 

## Misticismo
A mente de Scheeben deleitava-se em especular sobre a graça divina, a união hipostática, a visão beatífica, a presença onipresente de Deus; ele acreditava firmemente em visões concedidas a si mesmo e aos outros, e sua piedade era totalmente absorvente. Muito poucas mentes estavam sintonizadas com a dele. Seus alunos foram supostamente intimidados pelo fluxo constante de suas longas frases abstrusas que trouxeram luz escassa para seus intelectos; seus colegas e amigos, mas raramente perturbava a paz da sala de trabalho onde seu espírito meditava sobre um caos de assuntos literários. 

## Obras
A lista das obras de Scheeben abre com três tratados que tratam da graça:
1. Natur und Gnade: Versuch einer systematischen, wissenschaftlichen Darstellung der natürlichen und übernatürlichen Lebensordnung im Menschen [5] (Mainz: Franz Kirchheim, 1861). Esta obra de Scheeben foi traduzida do alemão para o inglês por Cyril Oscar Vollert, SJ. [6] A tradução inglesa de Vollert foi publicada sob o título Nature and Grace (St. Louis & London: B. Herder Book Co., 1954).
2. Quid est homo: sive controversia de statu purae naturae, qua ratio simul et finis oeconomiae Dei erga homines sobrenaturalis: uberrime demonstratur ex Patrum praesertim sententia [3] [7] Mainz: Franz Kirchheim; Roma: Joseph Spithöver, 1862). Esta não era uma obra original de Scheeben, mas sim uma nova edição de uma obra que Antonio Casini, SJ [8] (1687-1755) havia publicado em 1724. A edição de Scheeben de 1862 da obra de Casini continha o texto da obra original, mais uma introdução e notas fornecidas por Scheeben. De acordo com Cyril O. Vollert (veja o "Prefácio" de Vollert para Scheeben's Nature and Grace), o propósito de Scheeben ao publicar esta edição da obra de Casini era "fornecer uma base patrística para Nature and Grace". O trabalho original de Casini foi intitulado R.P. Antonii Casini e Societate Jesu, Controversia de statu purae naturae in compendium redacta: et ad linguarum Ebraicae et Graecae publicam exercitationem adhibita a Philippo Dazon in Collegio Romano auspiciis eminentiss. ac reverendiss. principis Melchioris de Polignac S.R.E. cardinalis amplissimi (Romae: Typis de Martiis, 1724).
3. Die Herrlichkeiten der göttlichen gnade. Freiburg: 1863. 8ª ed. por AM Weiss, 1908. "... o trabalho é popular em escopo e tornou-se um enorme sucesso. Uma tradução para o inglês, The Glories of Divine Grace, apareceu durante a vida de Scheeben ..." (Vollert x)
4. Mysterien des Christenthums. Freiburg: 1865-97. Trans. The Mysteries of Christianity . Isso é "... O livro mais famoso de Scheeben... Não há outra obra como esta na vasta história da literatura cristã." (Vollert xi)
5. Cinco panfletos em defesa do Concílio do Vaticano, dirigidos contra Ignaz von Döllinger, Johann Friedrich von Schulte e outros Velhos Católicos.
6. Handbuch der katholischen Dogmatik . 7 peças. Freiburg: 1873-1887.

O autor não terminou este último; ele morreu enquanto trabalhava em "Grace". Os tratados faltantes foram fornecidos em alemão pelo Dr. Leonhard Atzberger (Freiburg, 1898). Em inglês, os tratados que faltavam foram fornecidos por Wilhelm e Scannel, que embora aderindo estritamente ao pensamento de Scheeben, reduziram o volumoso trabalho a dois volumes úteis intitulados: A Manual of Catholic Theology based on Scheeben's Dogmatik (3ª ed., 1906). O processo de publicação de uma tradução em inglês do texto original completo começou em 2019, quando a tradução de Michael J. Miller (intitulada Handbook of Catholic Dogmatics, Book One: Theological Epistemology, Part One: The Objective Principles of Theological Knowledge) foi publicada pela Emmaus Academic. 
Scheeben também escreveu um trabalho de dois volumes "Mariology", posteriormente traduzido para o inglês.
Ele fundou e editou (1867–88) o Kölner Pastoralblatt e editou por treze anos Das ökumenische Concil vom Jahre 1869, mais tarde (depois de 1872) intitulado Periodische Blätter zu wissenschaftlichen Besprechung der grossen religiösen Fragen der Gegenwart.